# Pop Pixie
 (novembre 2019).
Si vous disposez d'ouvrages ou d'articles de référence ou si vous connaissez des sites web de qualité traitant du thème abordé ici, merci de compléter l'article en donnant les références utiles à sa vérifiabilité et en les liant à la section « Notes et références ».
Winx Club
Pop Pixie (graphié PopPixie) est une série télévisée d'animation italienne créée par Iginio Straffi et co-produite par Rainbow et Rai Fiction, en 2010.

## Synopsis
Série dérivée de Winx Club, également créée par Iginio Straffi, elle met en vedette les Pixies (« mini-fées » dans le doublage français). À leurs côtés se trouvent des fées, des lutins et une foule de personnages.

## Fiche technique
- Titre original et français : Pop Pixie
- Réalisation : Iginio Straffi
- Créateur : Iginio Straffi
- Scénarios : Davide Aicardi, Francesco Artibani, Giovanni Barbieri, Lorenzo Bartoli, Lorenza Bernardi, Valentina Cambi, Maurizio De Angelis, Giovanni Di Gregorio, Alessandro Ferrari, Sean Molyneaux, Adam Sietz, Nicola Venanzetti
- Musique : Michele Betalli, Stefano Carrara, Fabrizio Castania, Maurizio d'Aniello
- Production : Annita Romanelli  ; Joanne Lee (exécutive)
- Sociétés de production : Rainbow, Rai Fiction
- Pays d'origine :  France,  Italie
- Langue originale : français, italien
- Format : PAL (16:9)
- Nombre d'épisodes : 52 (1 saison)
- Durée : 13 min.
- Dates de premières diffusions :
  - France : 14 août 2010
  - Italie : 10 janvier 2011

## Diffusion
La série est d'abord diffusée en France à partir du 14 août 2010 sur France 3 dans l'émission Ludo, puis en Italie sur Rai 2 du 10 janvier 2011 au 22 mars 2011.
Elle a été rediffusée par la suite sur Piwi du 18 décembre 2010.

## Distribution

### Voix originales
Pixies
- Jolanda Granato : Amore
- Laura Amadei : Caramel
- Ilaria Latini : Cherie
- Perla Liberatori : Chatta
- Davide Garbolino : Fixit
- Laura Lenghi : Lockette
- Renato Novara : Martino
- Cinzia Massironi : Pam
- Gaia Bolognesi : Piff
- Eva Padoan : Tune
- Paolo De Santis : Livy
- Gemma Donati : Digit
- Gianluca Crisafi : Robinson
- Rachele Paolelli : Tundra
- Emanuele Ruzza : Morpho
- Andrea Lavagnino : Plasto
- Veronica Puccio : Mola
- Ilaria Giorgino : Camille
- Barbara Pitotti : Camelia
- Beatrice Margiotti : Ninfea
- Paolo De Santis : Justin Nimble
- Riccardo Rovatti : Hocus

Elfes
- Daniele Raffaeli : Rex
- Gabriele Patriarca : Floxy
- Alessio Nissolino : Lenny
- Emanuela Pacotto : Maxine
- Deborah Ciccorelli : Narcissa
- Eleonora Reti : Yucca

Gnomes
- Pierluigi Astore : Rollo
- Vladimiro Conti : Ronf/Augustus
- Mimmo Strati : Grind
- Sergio Luzi : Galantus

### Voix françaises
- Alexandra Correa : Amore
- Béatrice Wegnez : Fixit
- Benoît Van Dorslaer : Galantus
- Cathy Boquet : Chérie
- Claire Tefnin : Chatta
- Daniel Nicodème : Rollo
- Dominique Wagner : Pam
- Élisabeth Guinand : Lucilla
- Jennifer Baré : Lockette
- Laëtitia Liénart : Maxine
- Marie Van R : Martino
- Manuela Servais : Tecla
- Mélanie Dermont : Floxy
- Mélissa Windal : Caramel
- Stéphane Flamand : Digit, Guzman, Piff

Version française :
Studio de doublage : Dubbing Brothers Belgique
Adaptation : Margaux Lamy ; Direction artistique : Mélanie Rosier ; direction artistique et adaptation des chansons : Claude Lombard ; prise de son : Marc Lacroix.

## Univers de la série

### Pop magique
Quand les Pixies utilisent leurs pouvoir pour servir une juste cause, l'Arbre de la Vie leur donne un Pop magique. Il s'agit d'une sphère magique qui a le pouvoir de transformer un Pixie en Pop Pixie. Ils peuvent ainsi se servir de leurs plein pouvoir pour en faire le meilleur usage possible.

### Les personnages

#### Pixies
Toutes les Pop Pixies sont des fées (pixies en anglais) qui ont obtenu leur Pop magique.
- Lockette : Pop Pixie de l'orientation
Son Pop magique lui permet de créer des portails ainsi que de voir à travers les portes. Elle possède aussi un sens de l’orientation accrue.
- Chatta : Pop Pixie de la parole facile
Son Pop magique lui permet d’entendre beaucoup plus loin que la normale. Elle semble aussi avoir une connexion spéciale avec les mots.
- Amore : Pop Pixie de la force sentimentale
Son Pop magique lui permet d’amadouer ses ennemis et d'apaiser les âmes.
- Caramel : Pop Pixie de la force suprême
Son Pop magique lui permet d’être plus forte que la normale.
- Martino : Pop Pixie de l'acrobate-cascadeur
Son Pop magique lui donne une agilité impressionnante. Il possède alors un équilibre incroyable. Il peut aussi réaliser des prouesses physiques étonnantes, et être plus fort.
- Chérie : Pop Pixie de la météo
Son Pop magique lui donne le don de contrôler la météo et les phénomènes météorologiques par la volonté.
- Fixit : Pop Pixie de la technomagie
Son Pop magique semble lui donner une influence sur la technologie ainsi qu'une intelligence sur développée.
- Pam : Pop Pixie des ciseaux magiques 
Son Pop magique lui donne une dextérité et une habileté hors du commun ainsi qu’une rapidité étonnante.
- Plasto : Pop Pixie de l'élasticité
Son Pop magique lui permet de modifier la forme de son corps et surtout d’étirer ses membres.
- Morpho : Pop Pixie des transformations
Son Pop magique lui donne un don de métamorphose sur lui-même et sur les autres.
- Glim : Pop Pixie de l'énergie
Son Pop magique lui permet de contrôler l’énergie.
- Piff : Pop Pixie du doux sommeil
Son Pop magique lui permet d’influencer le calme et le sommeil.
- Livy : Pop Pixie de la rapidité
Son Pop magique lui permet de courir et voler plus vite.
- Tune : Pop Pixie des cordes vocales
Son Pop magique lui permet de redonner la voix aux autres et lui donne un cri surpuissant.
- Zing : Pop Pixie des insectes
Son Pop magique lui donne une connexion avec les insectes.
- Camélia : Pop Pixie des plantes
Son Pop magique lui permet de contrôler les plantes.
- Camille : Pop Pixie des illusions
Son Pop magique lui permet de devenir invisible et de rendre invisible ce qui l'entoure à volonté.
- Digit : Pop Pixie de la technomagie
Son Pop magique lui permet d'utiliser la technomagie à son avantage.
- Giga : Pop Pixie du changement de taille
Son Pop magique lui permet de changer de taille et de changer la taille de ce qui l’entoure.
- Molla : Pop Pixie des tunnels
Son Pop magique lui permet de créer des tunnels.
- Jolly : Pop Pixie du divertissement
Son Pop magique semble lui donner un don sur tout ce qui est festif.

#### Elfes
- Rex : Rex est un elfe arrogant et hautain qui a une grande opinion de lui-même. Il admire Maxine et pense que le reste du monde n’est pas digne de son attention. Contrairement aux autres elfes, Rex a un côté plus mature et plus cruel que les autres.Son aspect effraie souvent même ses compagnons et séduit particulièrement Maxine, sa fiancée qui est très ambitieuse.L’animal de compagnie de Rex est un petit tigre appelé Cléopatra.
- Lenny : Lenny est délirant  et aime prendre des risques pour le bien l’excitation. Bien qu’il soit imprévisible et indépendant,il est toujours le premier à suivre Rex et Yucca dans le cadre de pixieville, il est  le fiancé de yucca. L’animal criminel de compagnie de Lenny est Wolfgang le loup.
- Yucca : Yucca est la fiancée de Lenny, Yucca est la plus belle et frivole des elfes. Pour elle, n’importe quand il faut se montrer. À chaque fois, elle et Lenny font tout pour faire leurs fêtes nocturnes dehors avec le gang. L’animal de compagnie de Yucca est Tito la chauve-souris.
- Maxine : Maxine est très méchante et est la personnalité dominante du couple avec rex. Comme les plus beaux elfes,elle utilise tout son charme pour maintenir fermement Rex où elle le veut. L’animal de compagnie de Maxine est Rodrigo le cobra.
- Narcissa : Narcissa est aussi paresseuse que bizarre, elle rêve de vivre la vie d’une grande dame, quelque chose que Floxy ne peut pas lui donner et cela met son fiancé dans des situations dont il ne sait pas comment s’en sortir. Pour Narcissa, c’est une situation très douloureuse, elle réagit de manière erronées. Elle pousse Floxy à être meilleur que les autres, se sentant inférieure à ses amies qui ont de meilleurs partenaires masculins qu’elle. Elle est trop paresseuse pour quitter Floxy qui trop peur de mettre fin à sa relation avec elle. L’animal de compagnie de Narcissa est un crocodile appelé Lucilla qui est aussi paresseuse et grincheuse qu’elle.
- Floxy : Floxy est un elfe qui a beaucoup de talent, en particulier les mauvaises plaisanteries et les blagues. Il n’est pas particulièrement intelligent et est le plus immature des elfes. Il n’y a rien qu’il prenne au sérieux et aime les gâteaux plus que l’argent. Il suit Rex fidèlement sur le nouveau raid de Pixieville. L’animal de compagnie de Floxy est Billo le putois.

## Épisodes
1. L'Invasion verte : Pam se soucie de ne pas avoir trouvé son talent alors qu'une plante envahit Pixieville.
2. Une sirène est née : Enthousiaste à l'idée de passer du temps avec le guide Robinson dans le lac Arc-en-ciel, Amore oublie de lui avouer qu'elle ne sait pas nager.
3. Le Ciel dans tous ses états : Une nouvelle Pixie arrive à Pixieville, mais Chérie est très capricieuses. Or, la météo commence à être imprévisible.
4. Lockette, la pâtissière d'un jour : Voulant impressionner ses parents venus lui rendre visite, Lockette prétend être la meilleure pâtissière de Pixieville.
5. La Flûte magique : Chatta dévoile un scoop en tentant de devenir journaliste aux Chroniques de Pixieville : les Pixies seraient hypnotisés pendant qu'on leur dérobe leur biens.
6. L'Arbre à crème glacée : C'est la canicule et le Molly Moo est victime de son succès. Caramel utilise alors sa magie pour créer un arbre à glaces répondant à toutes les demandes.
7. Oreilles pointues : Maxine l'Elfe persuade Morpho de lui donner l'apparence de Lockette afin de cambrioler le Pixie Plaza.
8. L'Interview : Toute contente d'interviewer Quentin Quake, son idole, Chatta tente de séduire le beau chanteur en utilisant un parfum magique.
9. Un robot pour Chatta : Fixit offre à Chatta un Pixiebot, un robot programmé pour répondre à ses moindres désirs, mais comme d'habitude, les Elfes tentent de gâcher leur plaisir.
10. Le Pouvoir magique perdu : Chatta et Amore ont gagné un séjour au Pixie Plaza, mais leurs exigences et la disparition du sac d'un célèbre explorateur pousse Lockette à bout.
11. Le Camp Pixie : Amore persuade Lockette de participer à un cours de survie au Camp Pixie afin de se rapprocher de son organisateur... le Guide Robinson.
12. Les Singes boiteux : Pour attirer l'attention de Justin Nimble, son chanteur préféré, venu donner un concert de charité en faveur des singes boiteux, Chatta décide d'en adopter un.
13. Mon meilleur ami : Plasto, le meilleur ami de Martino, tente de trouver un travail, mais, piégé par les Elfes, il se retrouve complice du braquage d'une banque.
14. Otis l'apprenti sorcier : Otis crée malencontreusement une potion rendant les habitants de Pixieville amoureux des Elfes, et ces derniers profitent bientôt de la situation.
15. Le Voleur de jouets : Fixit s'aperçoit que le jouet qu'il a conçu pour le magasin d'Augustus est dangereux et tente de le désactiver.
16. Le Duel techno-magique : Lors du duel techno-magique annuel entre Fixit et Digit, un puissant virus sème le chaos dans toute la ville.
17. Un elfe à l'école : Deux Elfes amènent leur insupportable fils à l'école de Tune pour qu'elle le surveille pendant quelques heures.
18. L'Attaque des Gnomes : Les Gnomes sont devenus fous et maltraitent les pauvres Pixies. Chatta mène l'enquète afin de redevenir journaliste aux Chroniques de Pixieville.
19. Les Problèmes de cœur de Lenny et Yucca : Seule Amore, la spécialiste des cœurs brisés, saura aider deux Elfes séparés à se réconcilier, mais elle doit d'abord comprendre leur véritable nature.
20. Épidémie à Pixieville : Pixieville est en effervescence pour le grand festival annuel. Tune a de grandes chances de gagner un trophée, mais elle attrape un mauvais rhume.
21. Les Héros du bus scolaire : À force de bailler, Piff contamine tout le bus et le conducteur se perd dans la forêt de Pixieville. Heureusement que les Pixies ne manquent pas de ressources !
22. Tout le monde peut être un Poppixie : Les Pops Magiques des Pixies se voient disparus. Les Gnomes décident alors d'en acheter de nouveaux à un mystérieux marchand qui les vend à prix d'or.
23. Tu es renvoyé, l'apprenti sourcier ! : Guzman se met à la recherche d'un nouvel emploi mais la chance ne lui sourit pas vraiment jusqu'à ce qu'il trouve un pinceau et un peu de peinture magique !
24. Le Champignon maléfique : Un nuage diabolique décoiffe tous les habitants de Pixieville, et Pam est contrainte de fermer son salon alors qu'un nouvel institut de beauté vient d'ouvrir en ville.
25. Panique au Molly Moo : Lorsque Caramel est frappée d'amnésie, laissant le Molly Moo entre les mains maladroites de son assistante, les Pixies tentent de l'aider à retrouver la mémoire.
26. L'Invasion des araignées : La barrière s'affaiblit car les Elfes ne nettoient pas leur quartier. Quand les Pixies tentent d'arranger la situation, les Elfes leur envoient deux araignées géantes.
27. La Ruée vers l'or : La traditionnelle ruée vers l'or des Gnomes s'apprête à démarrer à Pixieville, mais tous les Gnomes ont mystérieusement disparu de la ville.
28. Le Grand Jour : Accompagnée de Martino et Amore, Chérie se rend aux fiançailles de son ex-petit ami Arsenio, et soupçonne sa nouvelle fiancée de cacher quelque chose.
29. Panique sur Pixieville : Capable de changer de taille, Giga, le cousin de Lockette, trouve un caméléon doté du même talent que lui dans la forêt.
30. Le Grand Prix : Quand Lockette décide de participer au Grand Prix de Pixieville, ses amis Pixies transforment le van du Pixie Plaza en voiture de course.
31. Tempête sur scène : Pensant qu'elle n'a aucune chance de gagner le concours de talents de Pixiville malgré sa bonne volonté, les amis de Chérie lui prêtent main-forte en s'inscrivant aussi.
32. Concert à Pixieville : Jolly fait venir un groupe de pigeons chanteurs en concert à Pixieville, mais les oiseaux ont faim et mettent la ville sens dessus dessous !
33. Amore et les Dragons : Amore, Otis et Wiki partent en quête de la célèbre louche de la Grotte des Gnomes, sans se douter que deux dragons sont également à sa recherche.
34. Le Plus Grand Fan de Chatta : Chatta a un nouvel admirateur : Zepto, un Elf plutôt obstiné ! N'arrivant plus à le supporter, Chatta demande à ses amies de l'aider à s'en débarrasser.
35. Le Dernier Gnome : Les Elfes créent un talisman capable de transformer les Gnomes en pierres pendant qu'ils leur dérobent leurs biens.
36. L'Attaque souterraine des elfes : Rex et son groupe d'Elfes complotent pour trouver un moyen d'accéder au coffre d'une banque, et leur plan met la pagaille dans Pixieville !
37. Des garçons sous le charme : L'Elfe Sinia ne cesse de voler des MagicPops car leur poussière lui permet de se transformer en une somptueuse Pixie.
38. Une journée électrique : Quand les Elfes dérèglent la centrale électrique de Pixieville, Glim, le PopPixie de l'énergie, tente de régler le problème.
39. Les Trois Souhaits : Les Elfes détiennent un miroir magique capable de réaliser leurs vœux et sèment la pagaille dans Pixieville. Les Pixies arriveront-ils à rompre le sortilège ?
40. Les Lilliputiens : Les Elfes jettent un sort aux Pixies, aux Gnomes et aux Animaux pour les faire rétrécir. Les Pixies sont maintenant trop petits pour utiliser leurs MagicPops.
41. Chatta et le Monstre bavard : Chatta réveille une créature qui n'arrête pas de parler et exige des réponses à ses questions incessantes, sans quoi elle détruit tout sur son passage !
42. Dépêche-toi Pam ! : Méprisée par Pam, Lockette et Chatta à cause de sa lenteur, Nappa, la reine des escargots, jette un sort sur les trois Pixies.
43. La Citrouille de madame Punaise : Au lieu de ramasser une citrouille dans le jardin de Camilla pour faire son gâteau, Caramel utilise une citrouille trouvée dans la forêt, sur une terre maudite.
44. Gros rhume pour Fixit et Martino : En pique-nique autour du lac, Martino et Fixit s'affrontent dans un concours de plongeons, mais l'eau est glacée et ils finissent par prendre froid !
45. Les Gâteaux de Caramel : Le dentiste de Pixieville jette un sort sur la nouvelle recette de Caramel et transforme Caramel, Chérie, Chatta, Lockette et Amore en monstres avides de sucre.
46. Dans la peau de Cherie : Chérie, pourrie gâtée, est contrainte d'aller travailler à la réception du Pixie Plaza, tandis que Lockette goûte aux joies du luxe, avec Lulù à son service.
47. Pauvre Tina : Les jumeaux Caramel et Martino se disputent et décident de suivre leur propre chemin en tentant chacun de leur côté de reproduire le succès du Molly Moo.
48. Sirènes et Pixies, amis pour la vie : Lors d'une virée au lac, les Pixies sont aspirés par un vortex les entraînant dans un monde sous-marin où les Sirènes sont menacées par une vilaine créature.
49. Le Trésor sous l'arc-en-ciel : Un arc-en-ciel se forme à Pixieville, envoyant de l'énergie à l'Arbre de la Vie, mais les Pixies doivent empêcher les Gnomes et les Elfes de trouver son trésor.
50. Les PopPixies au pays des sirènes : Les Elfes dérobent le téléphone de Chatta et piègent la sirène Li-Ban pour créer une potion transformant tous les habitants de Pixieville en créatures des mers.
51. Rex, la terreur de Pixieville : La barrière de la ville a disparu après qu'un animal a rongé les racines de l'Arbre de la Vie, et un groupe d'Elfes a décidé de profiter de ce terrible événement.
52. Sauvons l'Arbre de Vie ! : Après avoir conquis Pixieville, Rex et sa bande menacent de détruire l'Arbre de la Vie.

### PopPixie Mag
PopPixie Mag est un magazine bimestriel inspiré de la série comprenant une aventure inédite en BD ainsi que des gags, des articles et des jeux[réf. nécessaire].
1. Une reine à Pixieville
2. Tout ce qui brille n'est pas or
3. Le Mystère de la Vallée fleurie
4. Quand les filles s'en mêlent